# Монсон (Мен)
Монсон (англ. Monson) — місто (англ. town) в США, в окрузі Піскатаквіс штату Мен. Населення — 609 осіб (2020).

## Демографія
Згідно з переписом 2010 року, у місті мешкало 686 осіб у 308 домогосподарствах у складі 185 родин. Було 595 помешкань
Расовий склад населення:
| - 96,8 % — білих - 0,6 % — корінних американців - 0,3 % — чорних або афроамериканців - 0,1 % — азіатів |

До двох чи більше рас належало 2,0 %. Частка іспаномовних становила 1,2 % від усіх жителів.
За віковим діапазоном населення розподілялося таким чином: 19,1 % — особи молодші 18 років, 61,2 % — особи у віці 18—64 років, 19,7 % — особи у віці 65 років та старші. Медіана віку мешканця становила 50,4 року. На 100 осіб жіночої статі у місті припадало 112,4 чоловіків;  на 100 жінок у віці від 18 років та старших — 108,6 чоловіків також старших 18 років.
Середній дохід на одне домашнє господарство  становив 56 885 доларів США (медіана — 38 125), а середній дохід на одну сім'ю — 55 921 долар (медіана — 43 214). Медіана доходів становила 36 667 доларів для чоловіків та 22 308 доларів для жінок. За межею бідності перебувало 12,7 % осіб, у тому числі 27,5 % дітей у віці до 18 років та 6,4 % осіб у віці 65 років та старших.
Цивільне працевлаштоване населення становило 244 особи. Основні галузі зайнятості: освіта, охорона здоров'я та соціальна допомога — 23,4 %, виробництво — 20,1 %, будівництво — 12,7 %, транспорт — 11,1 %.